# Дом инженера С. П. Казьмина
Дом инженера С. П. Казьмина — памятник архитектуры и истории во Владикавказе, Северная Осетия. Выявленный объект культурного наследия России. Памятник, связанный с жизнью известных общественных деятелей Северной Осетии. Находится на улице Льва Толстого, д. 40.
Соседствует с домом № 38, являющимся памятником архитектуры и объектом культурного наследия.
Здание построено в 1912 году собственником инженером С. П. Казьминым.
В доме проживали:
- Казбек Каурбекович Борукаев, революционер и партийный деятель;
- В 1925—1960 годах — Георгий Бугданович Бугданов, энтомолог;
- В 1929—1960 годах — Владимир Васильевич Уланов, инженер-гидротехник;
- В течение 1927—1963 годов в доме неоднократно останавливалась Евгения Георгиевна Пчелина, археолог и этнограф.